# Sergio Acosta
Sergio Acosta C. (Encarnación de Díaz, Jalisco, 9 de septiembre de 1954) es un actor mexicano. Ha participado en programas de humor como Cachún cachún ra ra!, XHDRBZ y ¡Qué madre, tan padre!. Interpretó a Cornelio en Dos hogares y Armando Navarro en Fuego en la sangre.

## Filmografía

### Telenovelas
- Fugitivas, en busca de la libertad (2024) -  Antiguo jefe de Frida Segovia
- Corazón guerrero (2022) - Bautista Trejo
- Ringo (2019) - Organizador de las peleas clandestinas
- Hijas de la luna (2018) - Ernesto Cifuentes
- Enamorándome de Ramón (2017) - Asaltante de Sofía
- Simplemente María (2015-16) - "Zopilote"
- Lo imperdonable (2015) - Medel
- Amores verdaderos (2012-2013) - Lotario "Espanto" Zamacona
- Dos hogares (2011-2012) - Cornelio
- Triunfo del amor (2011) - "El Alacrán"
- Corazón salvaje (2009) - Servando
- Fuego en la sangre (2008) - Armando Navarro
- La fea más bella (2006-2007) - Raúl López
- Contra viento y marea (2005) - Mike Pavía
- Mariana de la noche (2003-2004) - Cumache
- Cómplices al rescate (2002) - Joel Contreras
- Amigas y rivales (2001) - Gardenio
- Mujeres engañadas (1999-2000) - Francisco Duarte
- Soñadoras (1998-1999) - Ricardo Linares
- Una luz en el camino (1998) - Federico
- Los hijos de nadie (1997) - Arturo
- Agujetas de color de rosa (1994-1995) - Pérez
- Baila conmigo (1992)
- Simplemente María (1989-1990) - Augustín Zepeda
- El padre Gallo (1986-1987) - Javier
- Un solo corazón (1983) - Salvador "Chava"
- Bianca Vidal (1982-1983) - Adolfo Guzmán

### Películas
- Operación Patakón (2007) - Alexis
- Curandero (2005) - Oscar
- El bonaerense (2002) - Moloquero
- Violencia en la oscuridad (1995)
- Salto al vacío (1995)
- Gertrudis (1992) - Domingo
- La huella de un asesino (1991) - Eustaquio
- Codicia mortal (1991)
- Los puños del diablo (1990)
- A puño limpio (1989) - Lobo Tercero
- Acorralado (1984)
- A fuego lento (1980)
- Divinas palabras (1977)

### Series
- Nosotros los guapos (2020) - Rosalío
- Como dice el dicho (2011-2013) - 3 episodios: "Amor y odio... La Changa / Quién vengarse quiere... Moncho / Donde tiene el tesoro..."
- La rosa de Guadalupe (2010-2013) - Dos episodios
  - Oscuro secreto - Antulio (2010)
  - Como en las películas - Reynaldo (2013)
- Hermanos y detectives (2009) - Dueño de la pensión
- ¡Qué madre, tan padre! (2006) - Elías
- Cachún cachún ra ra! (1981) - Popochas

### Programas
- Vida TV (2004)

### Radionovelas
- Mujer, casos de la vida real (2001-2004)

### Videohomes
- La dinastía de los Pérez (1994)